# 18158 Nigelreuel
18158 Nigelreuel è un asteroide della fascia principale. Scoperto nel 2000, presenta un'orbita caratterizzata da un semiasse maggiore pari a 2,4066562 UA e da un'eccentricità di 0,1312956, inclinata di 7,19781° rispetto all'eclittica.